# Tanusia cristata
Tanusia cristata är en insektsart som först beskrevs av Jean Guillaume Audinet Serville 1838.  Tanusia cristata ingår i släktet Tanusia och familjen vårtbitare. Inga underarter finns listade i Catalogue of Life.